# 白光 (はんだごて)
白光株式会社（はっこうかぶしきがいしゃ）は、主にはんだごてや梱包関連製品などの製造・販売を行っている。

## 概要
大阪に本社をおいており、大阪府堺市と兵庫県佐用郡佐用町に工場がある。製品のデザインは、青と黄色が用いられることが多い。

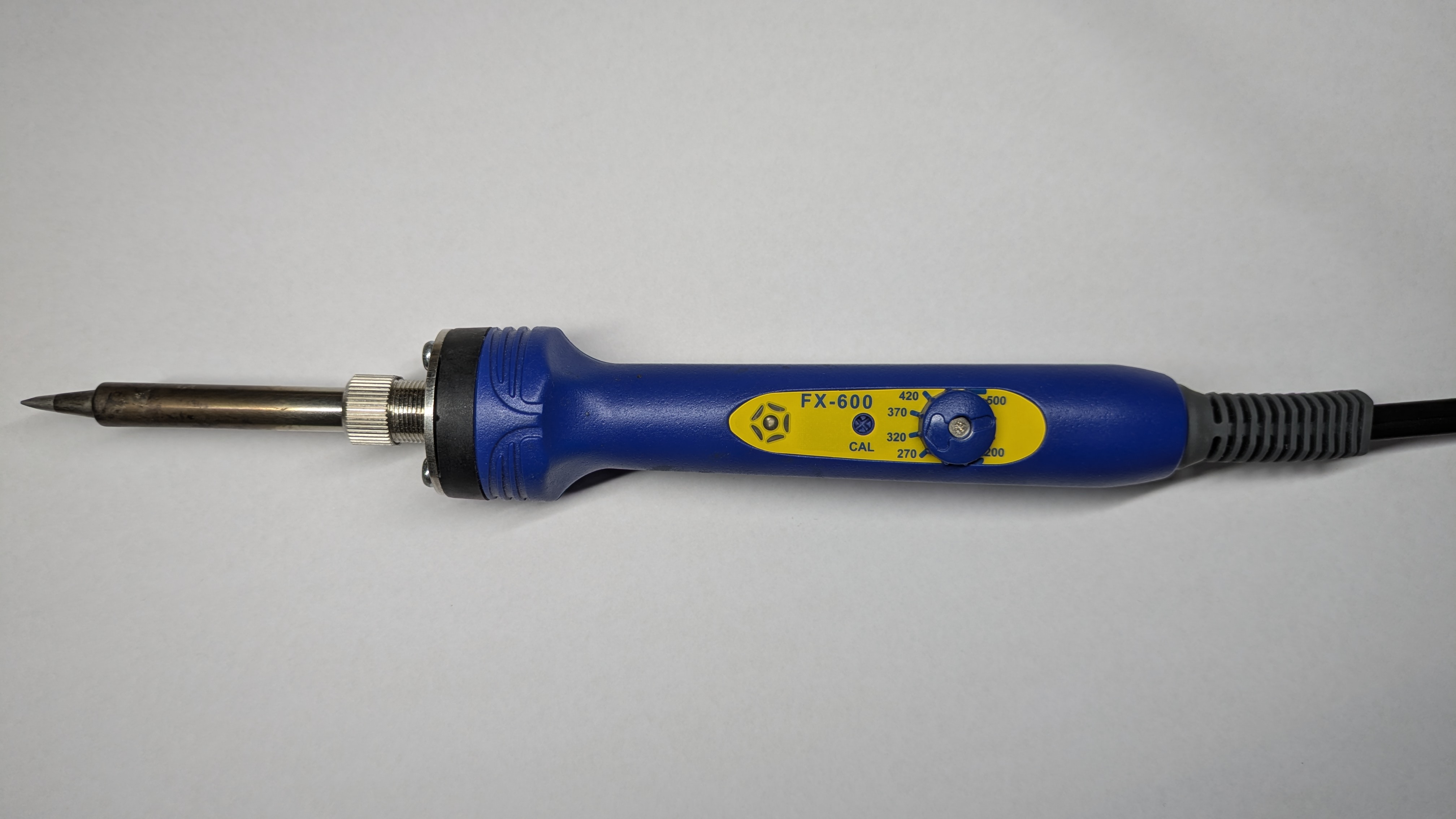
はんだごて FX-600

## 沿革
- 1952年 - 鍛銅工具やはんだ錫の製造・販売をする「白光金属工業所」として開業[6]。

- 1954年 - 株式会社となり、社名が「白光金属工業株式会社」になった[3]。
- 1989年
  - 社名が「白光株式会社」に改名する[3]。
  - 金属鍛造加工事業が分社されることになり、新たに「白光金属工業株式会社」が設立した[3][7]。